# Francine Christophe
Pour les articles homonymes, voir Christophe.
Francine Christophe est une femme de lettres et poétesse française née le 18 août 1933 dans le 17e arrondissement de Paris, déportée, à Bergen-Belsen, dans le convoi no 80, en date du 23 juillet 1944. Elle donne régulièrement des conférences auprès des jeunes dans les collèges et lycées pour livrer son témoignage.

## Biographie

### Enfance
Francine Christophe naît le 18 août 1933 dans le 17e arrondissement de Paris, fille de Robert Christophe (1907-1983), né Robert Salomon Christophstein à Lille, et de Marcelle Nordmann (20 août 1907-1998), née dans le 10e arrondissement de Paris,,,,.
Elle est issue d’une vieille famille bourgeoise française qui a compté des généraux, des médecins, des mathématiciens, des œnologues, des musiciens.[réf. nécessaire] Elle fait partie d’une famille juive française non pratiquante. Aussi, quelle a été leur stupeur devant ce qui va leur arriver.[réf. nécessaire]
Francine est fille de prisonnier de guerre. Son père, Robert, lieutenant de réserve, est fait prisonnier à Clisson en juin 1940, est envoyé aux oflags XIII A à Nuremberg et XVII A en Autriche puis au camp de représailles X C à Lübeck.

### Arrestation
Francine Christophe a 8 ans1/2 lorsqu’elle est arrêtée avec sa mère en essayant de passer la ligne de démarcation, à La Rochefoucauld, en Charente, le 26 juillet 1942. D’abord enfermées dans la salle des fêtes, elles sont envoyées à la prison d’Angoulême. Des chants patriotiques s’élèvent du quartier des hommes pour ceux qui vont être fusillés.

### Les camps en France
Francine et sa mère vont connaître plusieurs camps d’internement en France.
Elles rejoignent le camp de Poitiers en autocar. Là, juifs et Tsiganes sont gardés par des gendarmes, il n’y a pas d’Allemands. Dans ce camp où grouillent les rats, les puces, et les vers blancs, ils sont nourris d’un brouet, sont comptés par les gendarmes. Quelques jours après, elles sont conduites en wagon à bestiaux au camp de Drancy, camp occupé par les juifs de « la rafle des notables », et par des femmes de prisonniers. Ils sont à 80 dans une chambrée, ont droit à une auge avec des robinets pour se laver, un matelas sale pour deux. Des départs pour Pitchipoï ont lieu 2 à 3 fois par semaine. À la baraque de fouille, des jeunes Français, brutalement, déchirent des livres de prières, cassent des jouets des enfants, prennent ce qui a de la valeur. Il faut porter l’étoile, peinte au pochoir par manque de tissus. Elle rencontre des « amis des juifs », internés parce qu’ils ont mis une étoile par solidarité.
La foule de Drancy est bruyante, atroce, bouge et crie. Elle voit arriver des enfants blessés, sales, hébétés, attachés avec une ficelle par le cou par famille, les grands portant les petits. À Drancy, sa mère qui va aux « pluches », ramène des pommes de terre. Elles ont droit à du courrier, des colis. Elle a faim. En payant les gardiens, il y a possibilité de faire sortir des lettres. Elles y restent 3 semaines.
Puis elles sont transférées, en wagon à bestiaux accroché à un train de voyageurs, à Pithiviers durant trois semaines. Elle trouve un trèfle à quatre feuilles. Des gens qui ont essayé de franchir la ligne de démarcation sont dans ce camp. Ils sont dans de la paille souillée. Un jour, elle est sur la liste des partants sans sa mère. Celle-ci fait une crise de colère, tout en énonçant la litanie de généraux de la famille au gendarme qui pense qu’il y a eu une erreur.
Francine Christophe et sa mère sont envoyées en wagons à bestiaux à Beaune-la-Rolande où elles arrivent dans un camp presque vide, sale, maculé d’excréments, de sang et de boue. C’est là que des enfants de la rafle du Vél’ d’Hiv’ ont été blessés en étant séparés brutalement de leur mère. C’était ceux qu’elle a vus à Drancy. Sa mère doit nettoyer matelas et couvertures répugnants avec une autre femme contre une tranche de pain d’épices. Francine se met « en congé de douleur ». Elle est en vacances, chante, lit, écrit, et pourtant il se passe des choses terribles. Elle reste 9 mois dans ce camp. Sa mère est chef de baraque.

### Les démarches inutiles
Le père, de son Stalag en Allemagne, écrit partout pour les faire libérer. Mais les personnes contactées butent sur les mots : « ascendance israélite ».
Le père qui s’inquiète sur les déportations, fait parvenir une lettre au chef de l'état, le maréchal Pétain, sans résultats. Le 21 juin 1943, elles retournent à Drancy en wagons à bestiaux. Elles y restent 11 mois. Le 2 juillet 1943, le camp de Drancy est transmis aux Allemands. Les gendarmes sont relevés de leur fonction. Ils sortent du camp.

### Déportation
Francine Christophe est déportée avec sa mère par le convoi du 2 mai 1944 avec d’autres femmes et enfants de prisonniers de guerre français, juifs. Ils ne vont pas à Auschwitz mais deviennent des « juifs d’échange » à Bergen-Belsen. Le père, prisonnier, a donné un statut spécial à sa femme et à sa fille qui sont non déportables selon la convention de Genève.
Evacuée toutes les deux, quelques jours avant la libération du camp par convoi ferroviaire vers Theresienstadt, elles sont libérées après 13 jours d’errance par l’armée soviétique à Tröbitz le 23 avril 1945.

### Retour en France
Francine Christophe, avec sa mère, retrouve son père et ses deux grands-mères.
À propos de son retour, elle explique que, bonne élève jusqu’à 8 ans, elle a du mal à reprendre des études.
Elle rejoint sa grand-mère, Esther Nordmann, née Dreyfus, famille originaire d'Hégenheim, un petit village alsacien, et qui habite faubourg Saint-Honoré et a un magasin de robes, elle y apprend son métier de décoratrice et devient indépendante.
Elle devient écrivain et conférencière.
Elle intervient, comme témoin, dans les écoles de la région de Versailles.

### Famille
Francine Christophe épouse Jean-Jacques Lorch, elle a 2 enfants, un garçon et une fille, et 4 petits-enfants.
Elle est l’amie de Victor Perahia avec qui elle a été emprisonnée à Bergen-Belsen,.

## Distinctions
Francine Christophe reçoit, le 27 janvier 2016, la médaille d'or de la Ville de Paris.
- Commandeure de l'ordre national du Mérite
- Chevalier de la Légion d'honneur en 2001.

## Pièces de théâtre
- Une petite fille privilégiée, Compagnie TRAC, de Francine Christophe, avec Magali Helias, mise en scène : Philippe Hottier, Cyrille Bosc[11] (du 5 mars au 26 avril 2014, du mardi au samedi à 18h30, Le Lucernaire, 53 rue Notre Dame des Champs 75006 Paris.)
- Guy s'en va
- Une toute petite histoire
- La fête inconnue

## Publications
- Une petite fille privilégiée – Une enfant dans le monde des camps 1942-1945, L’Harmattan, 1996 ; rééd. Pocket 2001, 220 p.
- Après les camps la vie, Paris, L’Harmattan, 2002, 186 p.
- Souvenirs en marge. Récits bien courts, Paris, L’Harmattan, 2002, 112 p.
- Guy s’en va. Deux chroniques parallèles, Paris, L’Harmattan, 2005, 96 p.
- La photo déchirée et autres poèmes, Paris, L’Harmattan, 2003, 101 p.
- La fête inconnue. L’histoire d’une résistance enfantine à Bergen-Belsen 1944, Paris, Édition FMD, 2008, 40 p.
- Mes derniers récits, L’harmattan, 2009, 226 p.
- Vous parlerez pour nous, Poèmes concentrationnaires, L’Harmattan, 2010, 110 p.
- Le Pêle-Mêle. Souvenirs, discours, articles, bla-bla, Paris, Dacres Éditions 2014

## Apparitions
- Marcelle Christophe et Robert Christophe, Une famille dans la guerre, L’Harmattan, 1995 (rééd. de "Le miracle de nos prisons aux presses de la Cité, 375 pages, 1974)
- Denis Perschanski, Lettres de Drancy, textes réunis et présentés par Antoine Sabbagh, Paris, Taillandier, 2002, 287 p.
- Maurice Rajfus, Drancy : un camp de concentration très ordinaire, 1941-1944, Paris, J’ai lu, 2004, 411 p.
- William Betsch, Drancy ou le travail d’oubli, Thames & Hudson, 2010, 235 p[11].

## Témoignages enregistrés
- DVD - Témoignage devant des élèves : Une petite fille privilégiée
- FILM - Interview de Francine Christophe dans le fim Human (2015) de Yann Arthus-Bertrand à propos de l'épisode du morceau de chocolat.
- DOCUMENTAIRE - "39-45 : La guerre des enfants" (2017) de Michèle Durren et Julien Johan diffusé sur France 3 le 9 mai 2018
- BLOG - Témoignages par le Grenier de Sarah[12]
- DVD - Enfants juifs de prisonniers de guerre, enfants-témoins déportés de France au Camp de l’Étoile à Bergen-Belsen, les 2, 3 mai, 21 et 23 juillet 1944[13].
- SITE INTERNET - Témoignage de Francine Christophe pour Libération du 26 août 2009, sur le camp de Drancy[14]
- SITE INTERNET - Epelbaum Didier, Obéir. Les déshonneurs du capitaine Vieux, Drancy, 1941-1944, Stock, 2009. Un article de Georges Weller[15]
- SITE INTERNET - Témoignage de Francine Christophe pour Les Derniers, série documentaire de Sophie Nahum[16]